# Krumhornskinnbagge
Krumhornskinnbagge (Alydus calcaratus) är en insektsart som först beskrevs av Carl von Linné 1758.  Krumhornskinnbagge ingår i släktet Alydus och familjen krumhornskinnbaggar. Arten är reproducerande i Sverige. Inga underarter finns listade i Catalogue of Life.

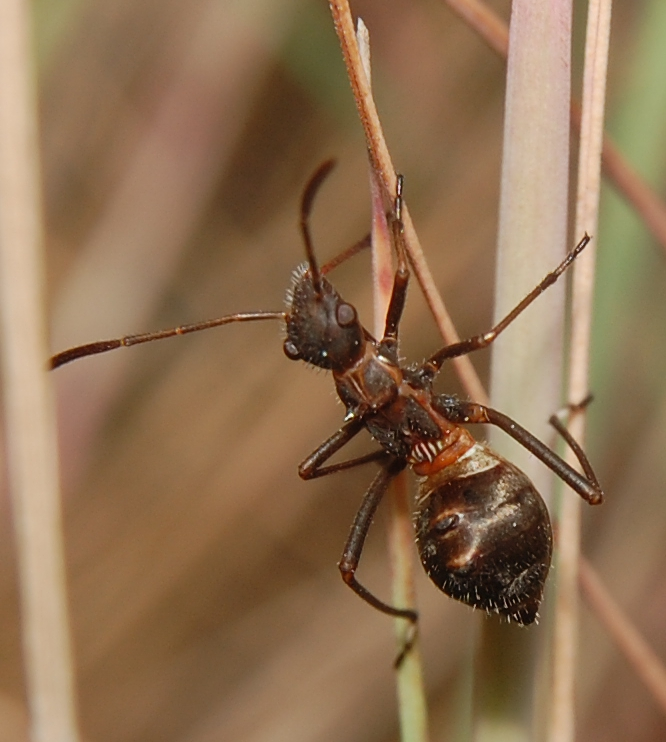
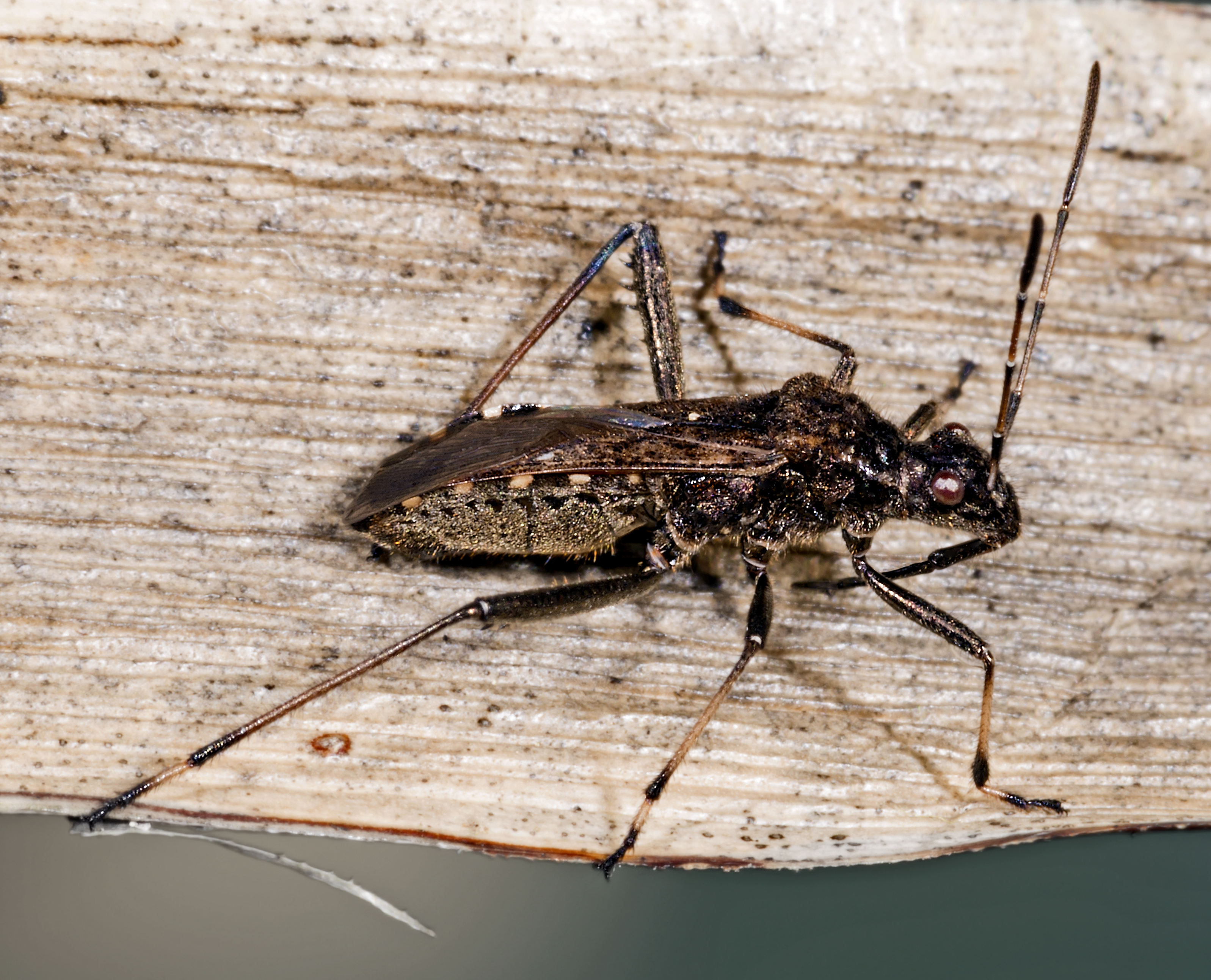
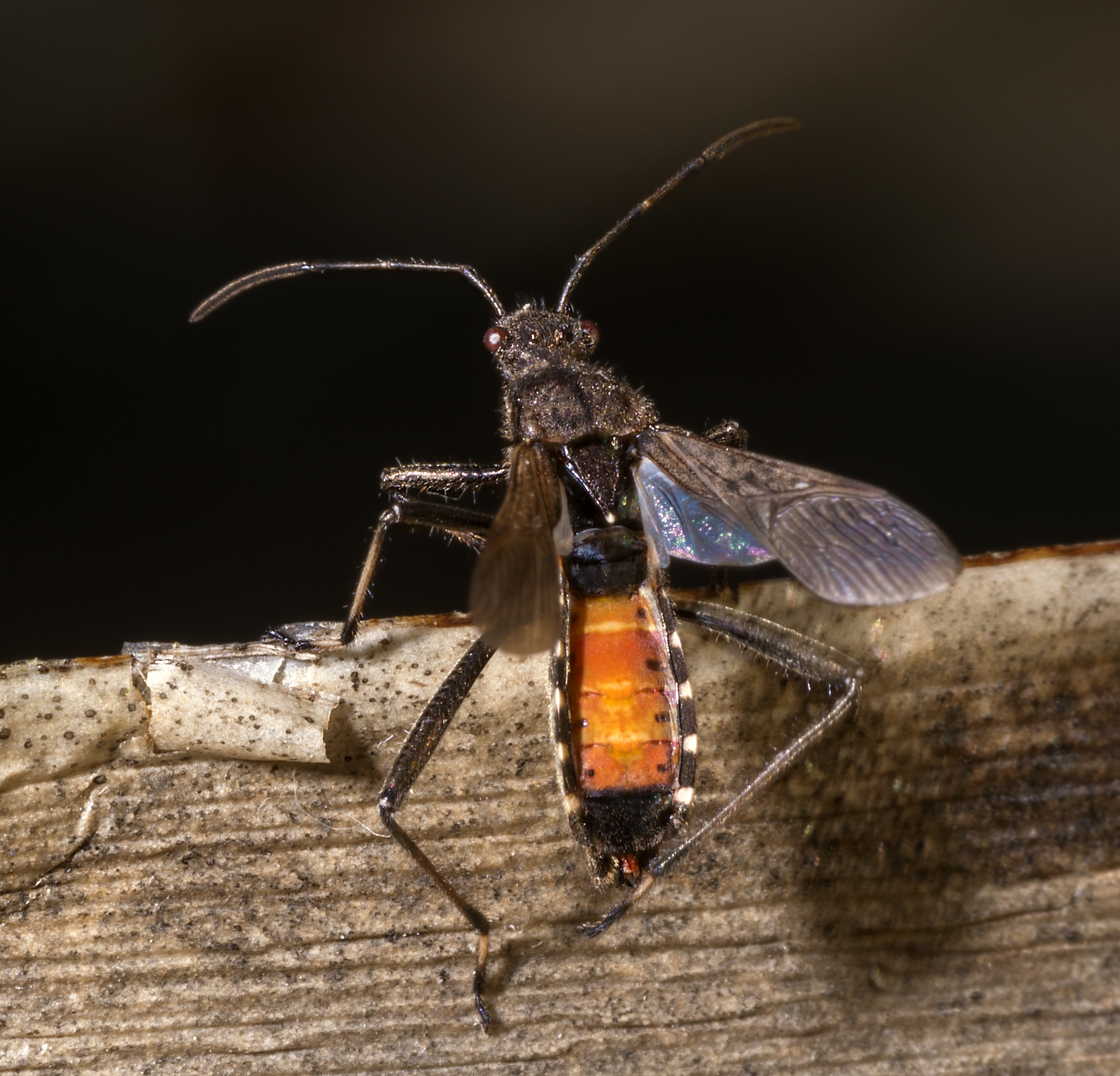